# Castello di Weikersdorf
Il castello di Weikersdorf (Schloss Weikersdorf in tedesco) si trova nel comune austriaco di Baden nel omonimo distretto, in Bassa Austria e le sue prime strutture potrebbero risalire al XIV secolo.

## Storia

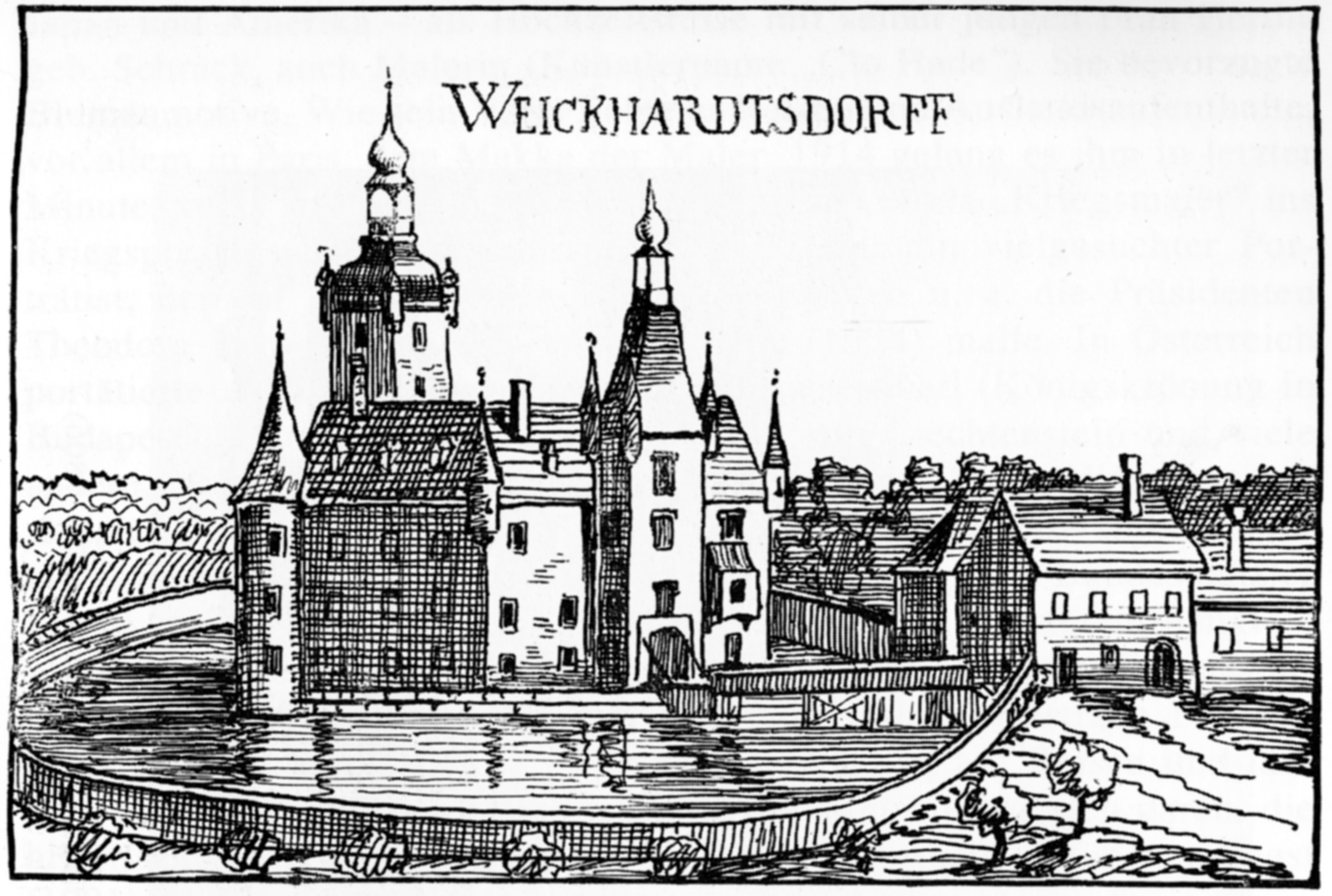
Castello di Weikersdorf in una stampa del 1672

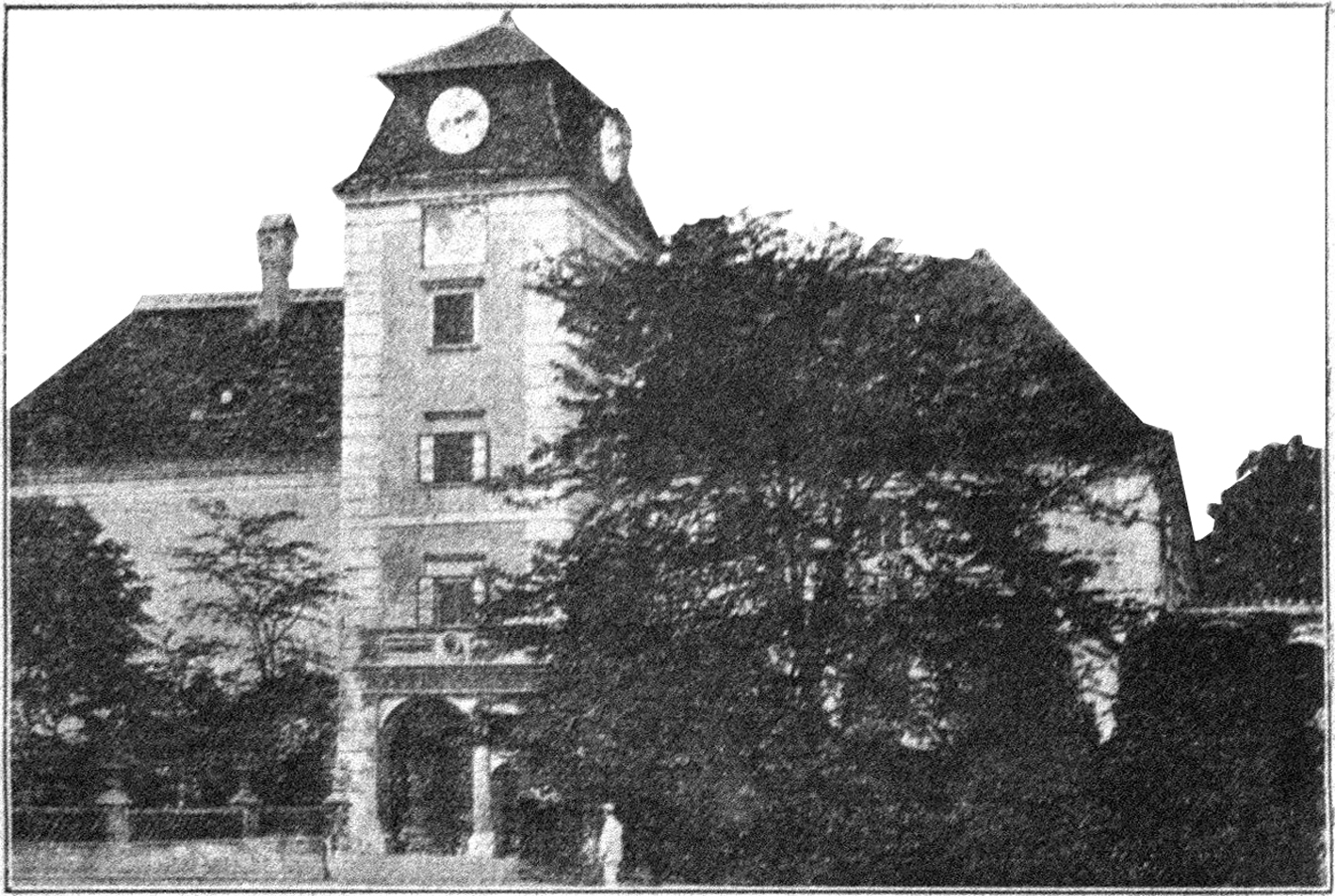
Castello di Weikersdorf in una fotografia dei primi anni del XX secolo

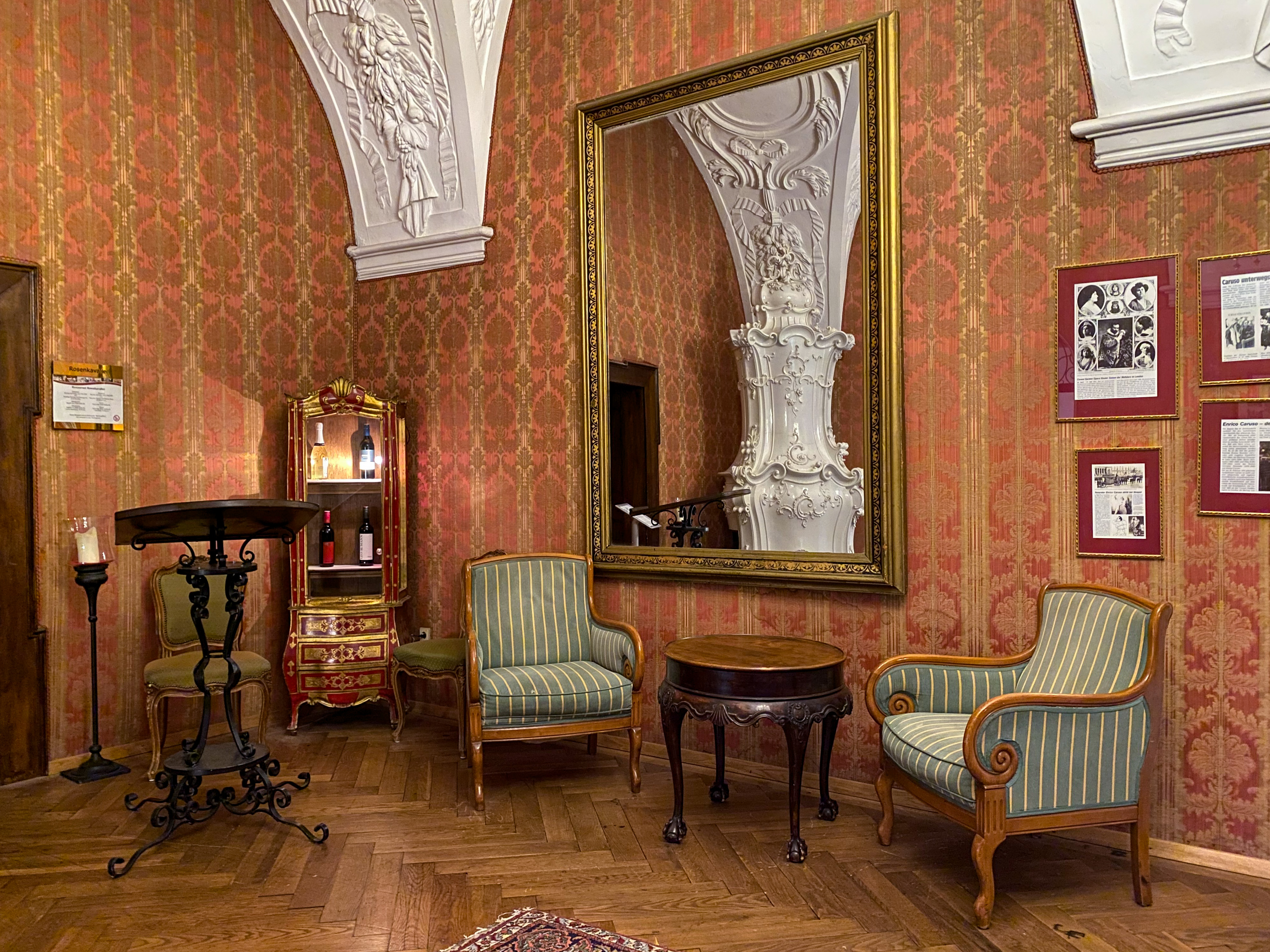
Ambiente interno

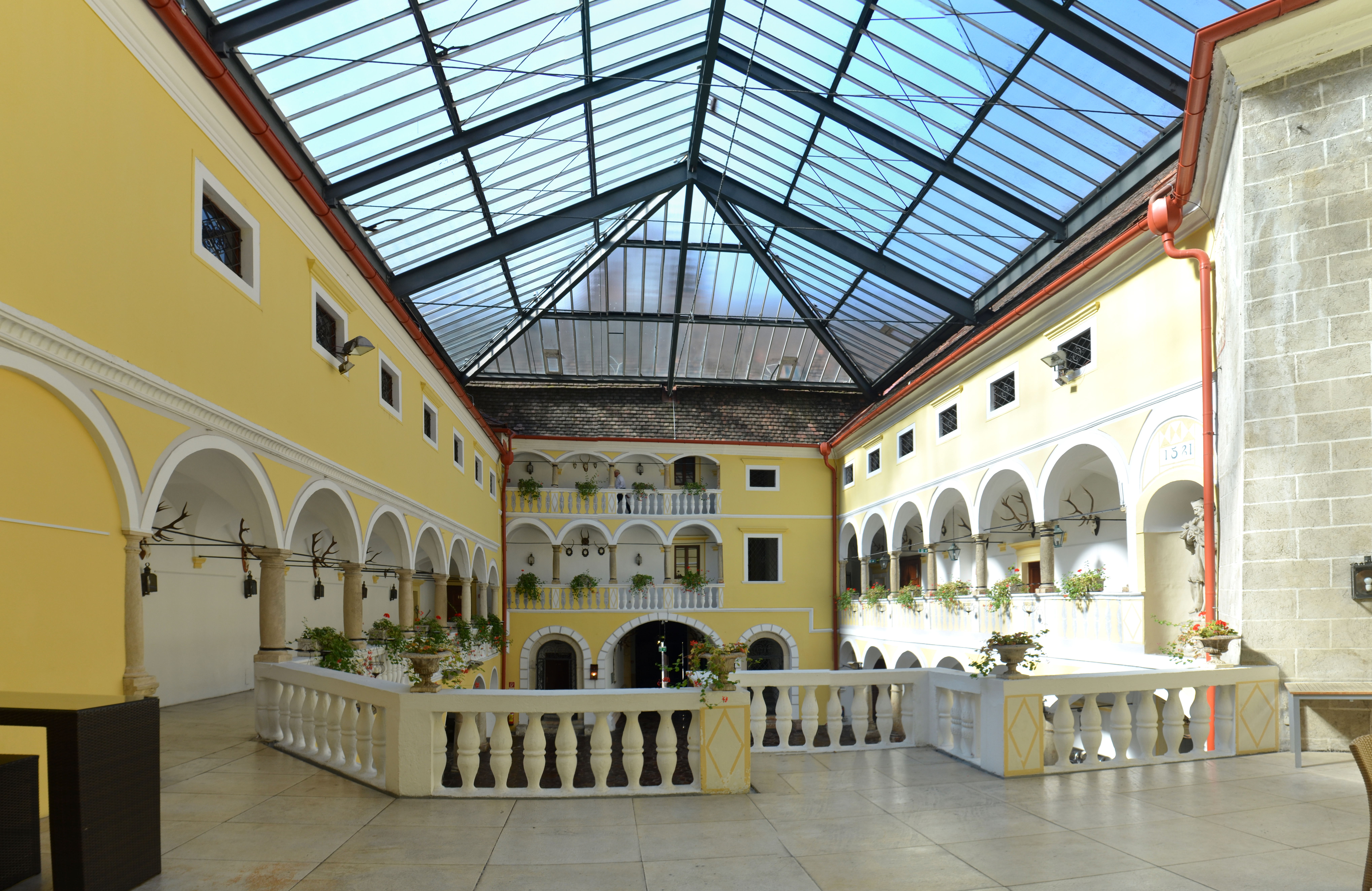
Cortile interno coperto

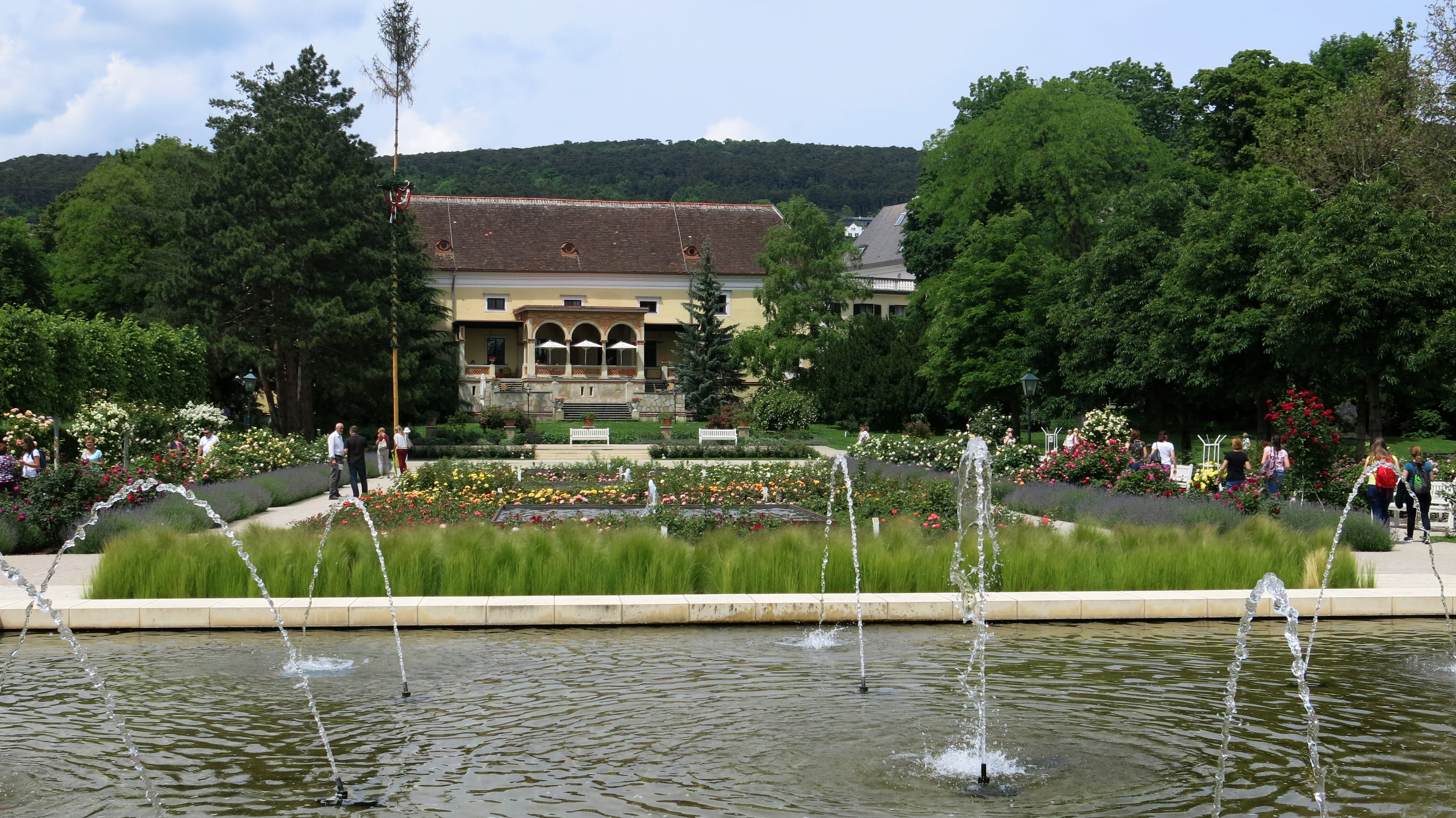
Doblhoffpark con giochi d'acqua e roseto

Il castello con fossato originale che si trova sul sito è stato edificato in un periodo ancora non certo. Si sa che Hugo von Weiherburg, fratello di Tursen Otto von Rauhenstein, fece una donazione all'abbazia di Heiligenkreuz nel 1233 e che in alcuni documenti dell'abbazia negli anni dal 1268 al 1344 i signori di Weikersdorf sono ripetutamente menzionati anche se non è noto dove fosse il loro castello. Occorre attendere il 1450 per avere conferma della presenza del castello sotto la signoria di Hans Hager e che la fortezza nel 1463 venne attaccata da forze della Boemia. Dal 1480 al 1496 fu di proprietà di Achaz Enenkel e intorno al 1500 fu il re ungherese Mattia Corvino a controllarlo. Nella prima metà del XVI secolo venne attaccato dall'esercito ottomano in uno dei suoi tentativi di occupare Vienna e nel 1531 il signore locale risultò essere Joachim Marschall von Reichenau. Alla sua morte il castello fu ceduto a Jakob Rainer e a questi succedette Georg Kottler che fece ricostruire il cortile del palazzo in stile rinascimentale intorno al 1579. Il maniero fu venduto nel 1586 a Georg Stadler von Ernstbrunn e il figlio Gandolf lo lasciò a Barbara Langeisen nel 1606. Nel 1612 il signore fu Hans Paul Bayer poi, durante l'invasione turca del 1683 vi furono gravi danneggiamenti e parte delle strutture venne incendiata. Quando la proprietà passò a Franz Anton Edler von Quarient e Raal nel 1692 fu necessaria un'importante ricostruzione che ha trasformato la struttura nelle forme che ci sono pervenute. Attorno alla metà del XVIII secolo appartenne alla famiglia Doblhoff e subito dopo venne nuovamente ristrutturato. Fino alla seconda guerra mondiale il castello ospitò una pinacoteca con opere dal XVI al XIX secolo e dopo la fine della guerra venne requisito e occupato dall'Armata Rossa sovietica e l'edificio subì ingenti danni tanto che, quando tornò tra le proprietà della famiglia Doblhoff-Dier, rischiò seriamente di cadere in rovine. Nel 1966 la città di Baden lo acquisì e lo mise in sicurezza sino a quando, nel 1971, venne comprato da Lotte e Wilhelm Papst che lo trasformarono in albergo introducendo varie modifiche strutturale per renderlo adatto al nuovo utilizzo.

## Descrizione
Lo storico edificio si trova nel comune austriaco di Baden nel omonimo distretto, in Bassa Austria. Molte delle originali strutture difensive sono state perdute durante le varie ricostruzioni e il mastio che sorgeva nell'angolo nord del cortile venne parzialmente demolito durante la trasformazione barocca e non è più visibile dall'esterno. Alcuni dei muri perimetrali nella zona delle ali nord e ovest risalgono al XIII secolo. Al piano terra dell'ala sud-est si trova un'antica scala a chiocciola in pietra. Gli interni sono stati in gran parte modificati nel 1859 e nella ex sala da pranzo si conserva un soffitto ligneo che imita una rifinitura in ceramica. I soffitti dei saloni presentano interessanti stucchi della fine del XVII secolo, in particolare quello della ex sala della musica. Il parco che circonda il castello è meglio conosciuto come Doblhoffpark, il roseto più grande dell'Austria con più di 30.000 piante di rose suddivise in oltre 800 varietà.

### Bene architettonico tutelato
In Austria il castello di Weikersdorf, che è circondato da un ampio e frequentato parco, è un bene sottoposto a tutela artistica col numero 33821.